# 700 Sundays
700 Sundays es una autobiografía escrita por Billy Crystal. El título se refiere a la cantidad de domingos (en inglés: sundays) compartidos por Billy y su padre, Jack Crystal, quien murió cuando Billy tenía 15 años.

## Broadway
La adaptación teatral de Crystal se produjo originalmente en 2004 como una producción "Page To Stage" en La Jolla Playhouse. Inaugurado un domingo de diciembre de 2004 en el Teatro Broadhurst, el espectáculo unipersonal ganó el Premio Tony 2005 por Evento Teatral Especial.
En 2013, se realizó un renacimiento de 54 funciones en el Teatro Imperial. HBO filmó las actuaciones del 3 al 4 de enero de 2014; la versión filmada de 700 Sundays debutó en la red el 19 de abril de 2014.